# Girdwood
Girdwood è una località posta sulla Baia di Turnagain (Turnagain Arm), situata nello Stato dell'Alaska e in particolare nel Borough di Anchorage.

## Geografia
la cittadina di Girdwood si trova alla fine della Baia di Turnagain (Turnagain Arm), a circa 56 chilometri da Anchorage; la baia è collegata alla Baia di Cook (Cook Inlet) e quindi al Golfo dell'Alaska (Gulf of Alaska). La località si sviluppa lungo una valle percorsa dal "Glacier Creek" nelle montagne del gruppo montuoso Chugach (Chugach Mountains) a sud del parco statale di Chugach (Chugach State Park). La valle è circondata da diversi ghiacciai che convergono nella vale e quindi si svuotano nella baia.
Vicino a Girdwood si trova:
- Alyeska: comprensorio sciistico a circa 5 km verso nord (60°57′39″N 149°06′43″W);
- Hibbs Peak: montagna di 1.270 m s.l.m. a circa 5 km verso est (60°56′42″N 149°02′57″W);
- Mount Alyeska: montagna di 1.065 m s.l.m. poco più  nord del picco Hibbs (60°57′35″N 149°03′10″W);
- Raggedtop Mountain: montagna di 1.429 m s.l.m. a circa 8 km verso nord (61°01′00″N 149°08′34″W);
- Bird Peak: montagna di 1.555 m s.l.m. a circa 9 km verso nord-ovest (61°00′08″N 149°17′05″W);
- Gulch Glacier: ghiacciaio situato alla quota di 348 m s.l.m. a circa 10 km verso nord (61°01′14″N 149°05′46″W);
- Bird Glacier: ghiacciaio situato alla quota di 953 m s.l.m. a circa 10 km verso nord-ovest (61°00′33″N 149°16′59″W).
- Raven Glacier: ghiacciaio situato alla quota di 1.355 m s.l.m. a circa 12 km verso nord (61°03′40″N 149°04′38″W).

## Popolazione e clima
Secondo le stime del 2014, nella valle vivono poco meno di 2.000 persone. Le temperature medie più alte si registrano in luglio con 18 °C, quelle più basse in gennaio con -8 °C (il record è di -39 °C). In inverno in un anno in media cadono 550 cm di neve.

## Storia
Inizialmente la comunità è stata fondata nel 1890 in seguito all'apertura della miniera "Crow Creek Mine" e alla corsa all'oro in Alaska. In seguito al terremoto del 1964 il centro del villaggio è stato spostato più in alto nella valle. Prima ancora (nel 1954) la zona ha avuto un certo incremento economico con la fondazione del Alyeska Resort (un centro per lo sci alle pendici del Monte Alyeska).
Originariamente chiamata "Glacier City", per i colossali ghiacciati che scendono dalle montagne circostanti, Girdwood in seguito fu ribattezzata nel 1896 dal colonnello James Girdwood (uno dei primi cercatori d'oro della zona che acquistò una concessione sul "Crow Creek"). Due anni dopo fu aperta la miniera "Crow Creek Mine" a una decina di chilometri a nord di Girdwood dentro la valle a ridosso del ghiacciaio Gulch. La miniera è ancora in funzione e ospita alcuni edifici originali. Nel 1975 Girdwood fu assorbita nel comune di Anchorage.

## Accessi
Girdwood è accessibile dall'autostrada Seward al "Milepost" 90 (indicatore delle miglia conteggiate da Seward) e si sviluppa lungo la strada Alyeska Highway () fino alla vicina località di Alyeska. Parallelamente alla strada scorre anche una linea della Ferrovia dell'Alaska con relativa fermata (da Anchorage arriva alle 08:00 del mattino e ripassa per il ritorno alle 21:00 tutti i giorni durante il periodo estivo). A nord di Girdwood è presente anche un piccolo aeroporto.

## Turismo a Girdwood
L'economia della zona è legata quasi unicamente al turismo stagionale e allo sci (a pochi chilometri si trova il lussuoso "Alyeska Ski Resort". Le attività estive si concentrano sull'escursionismo (Girdwood è il punto di accesso più vicino ad Anchorage per la Foresta Nazionale di Chugach), pesca e rafting.

## Galleria d'immagini

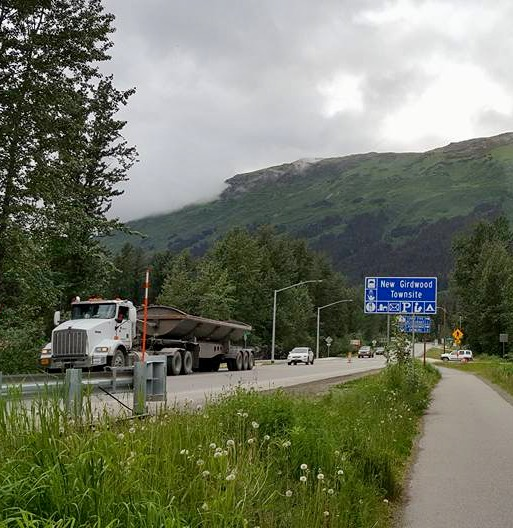
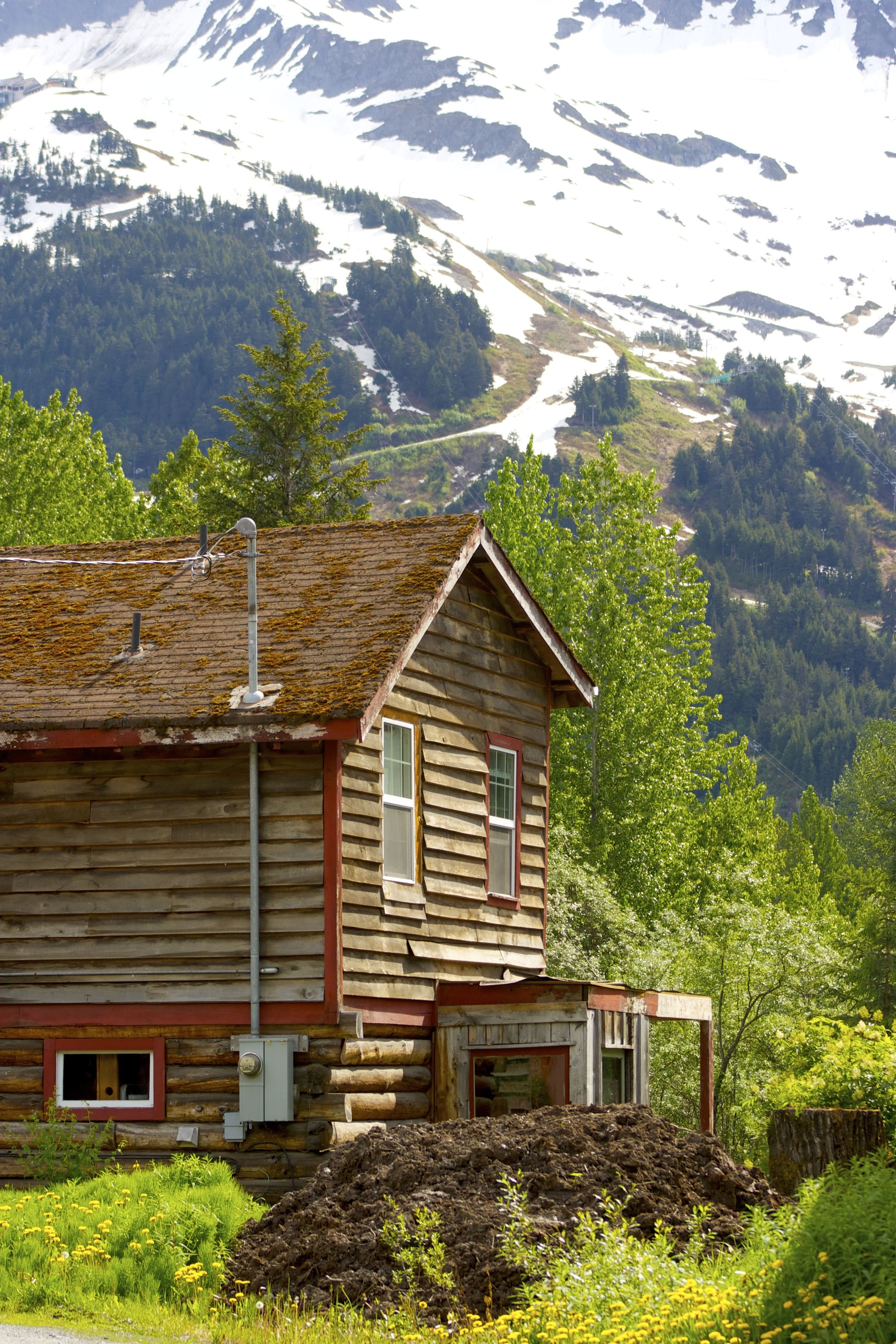
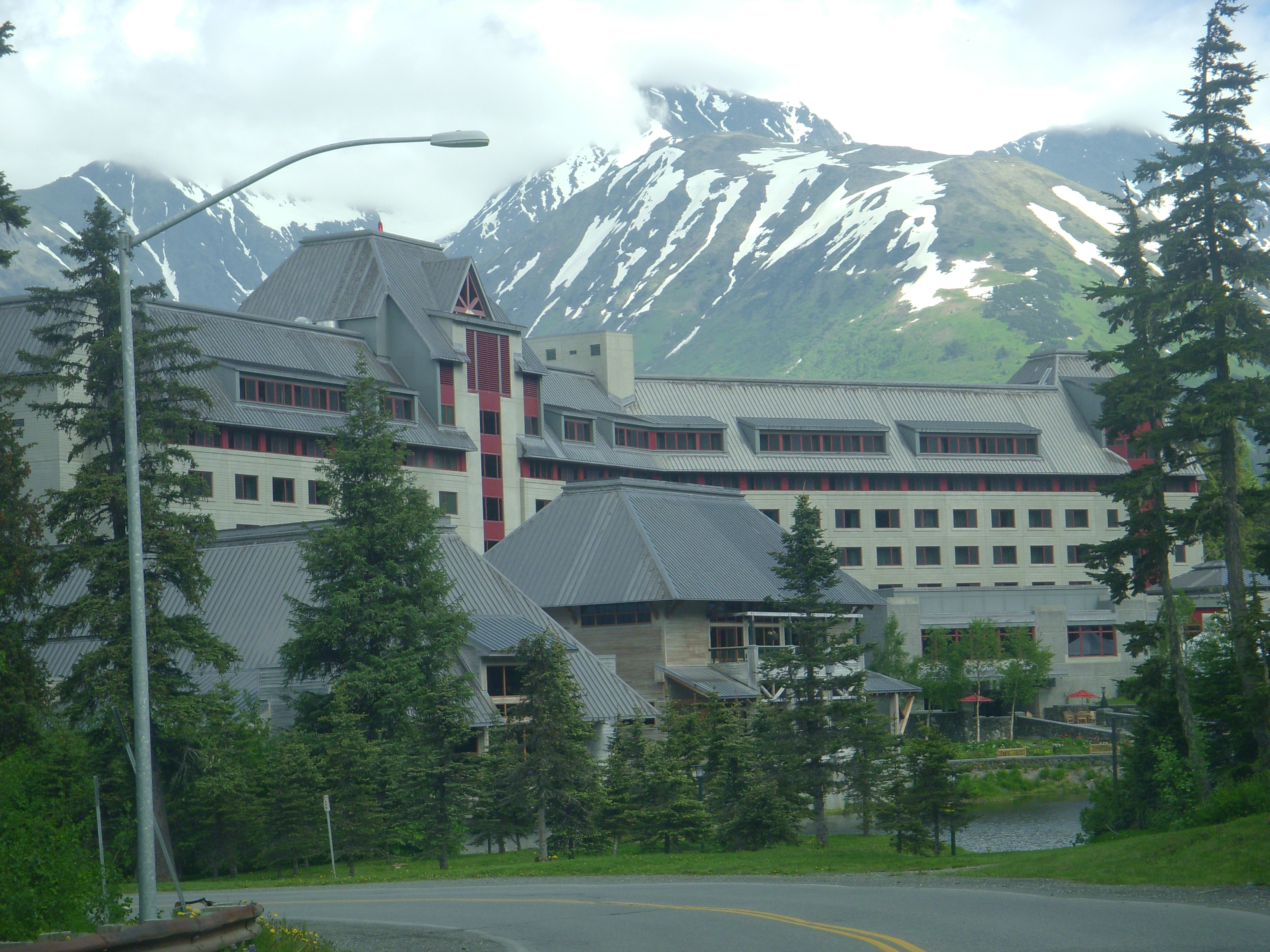
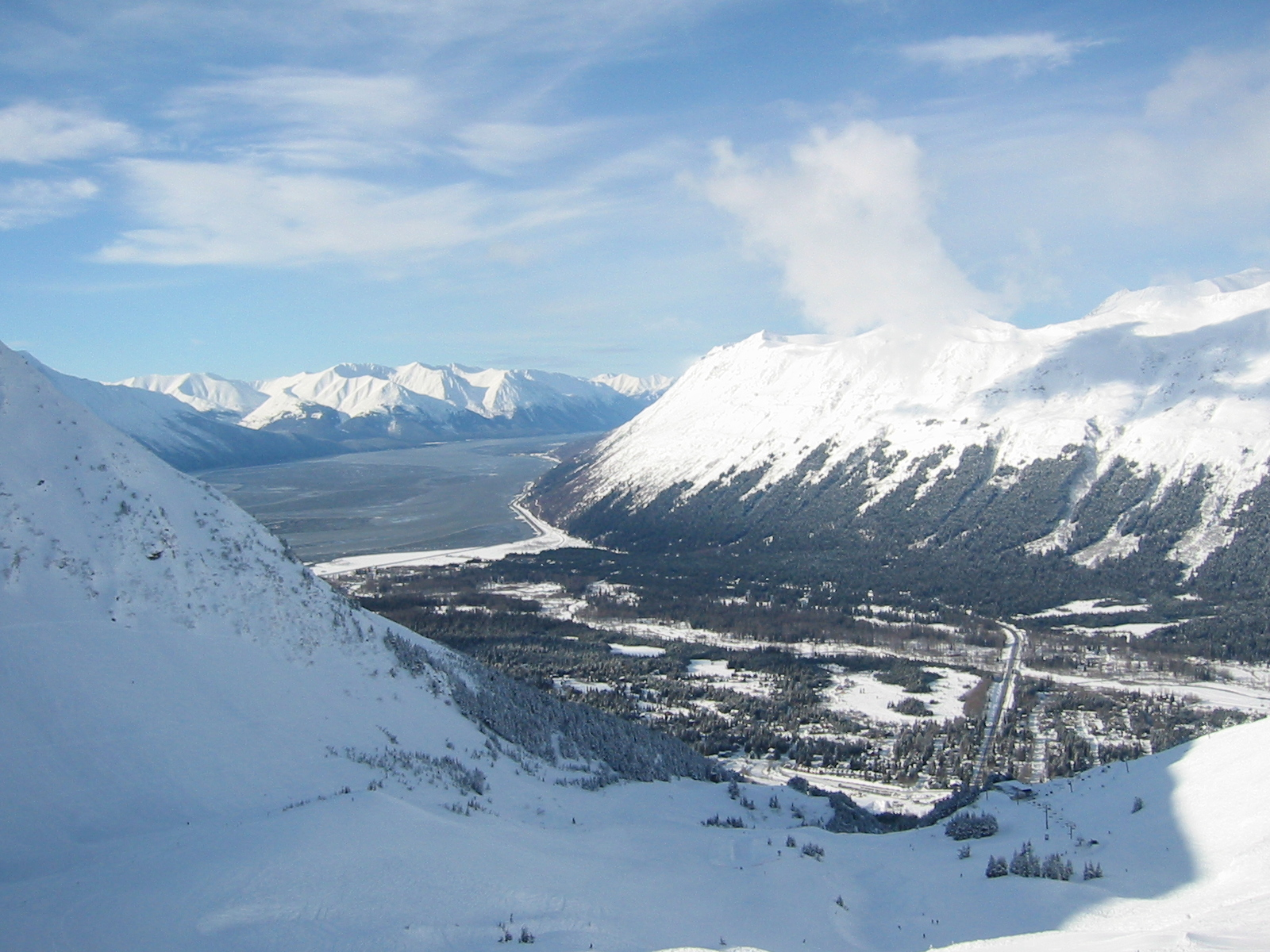
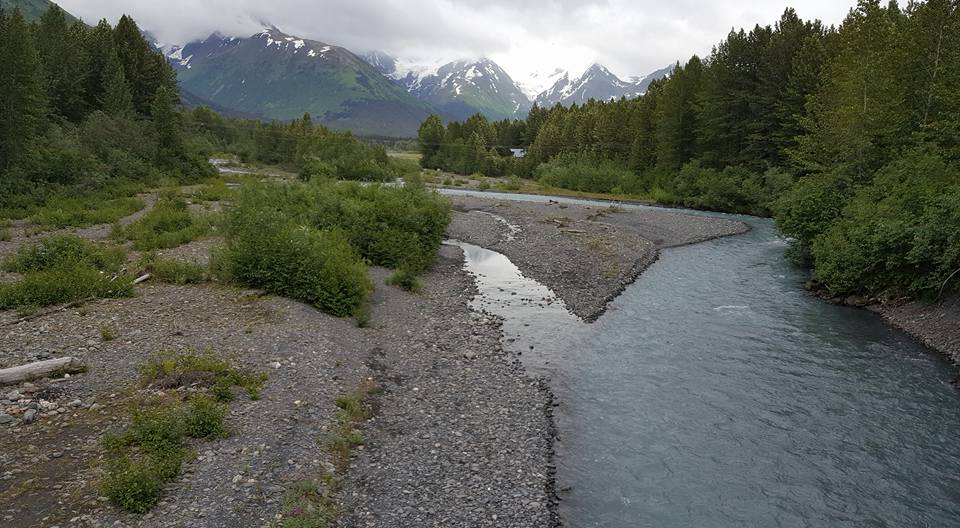
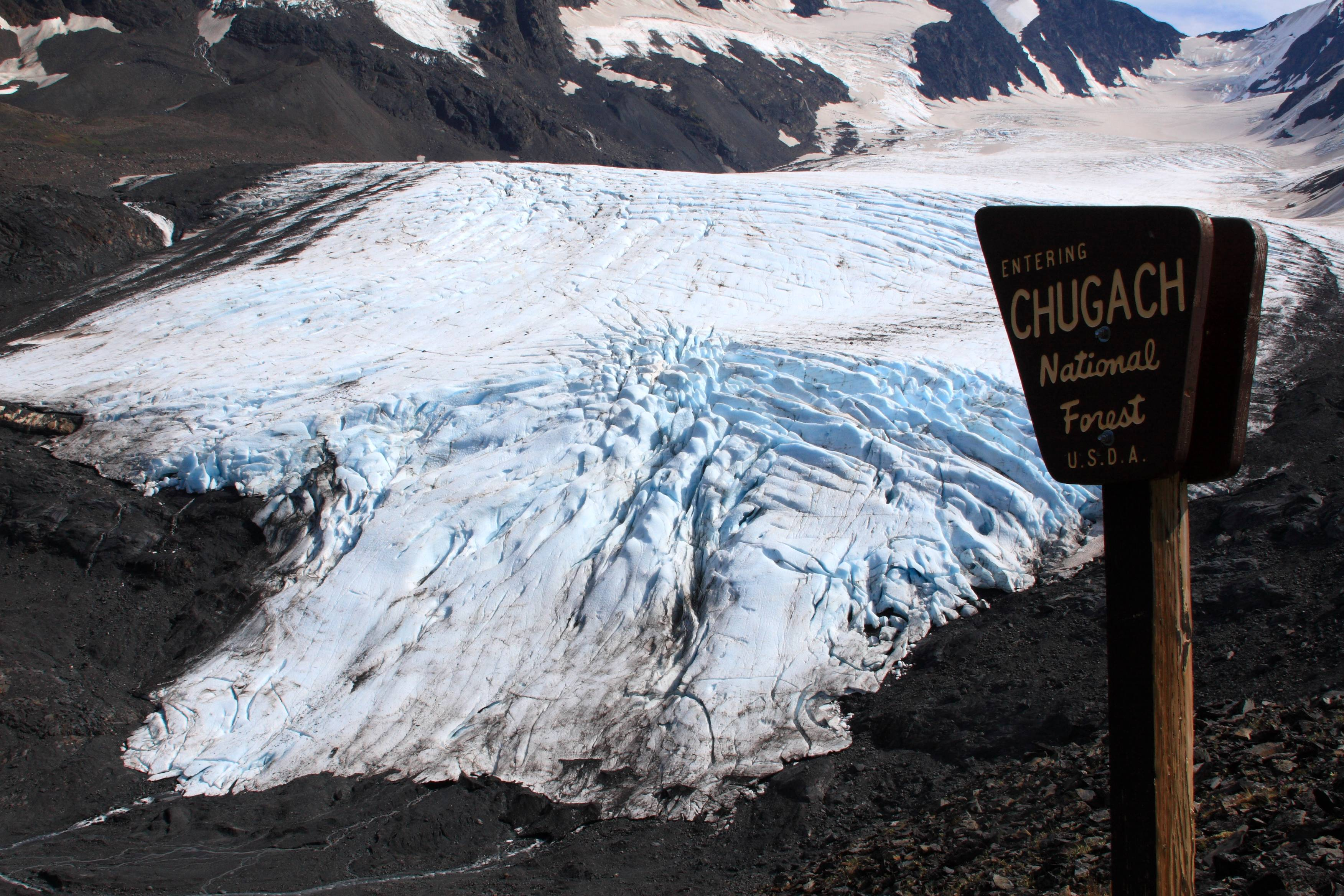
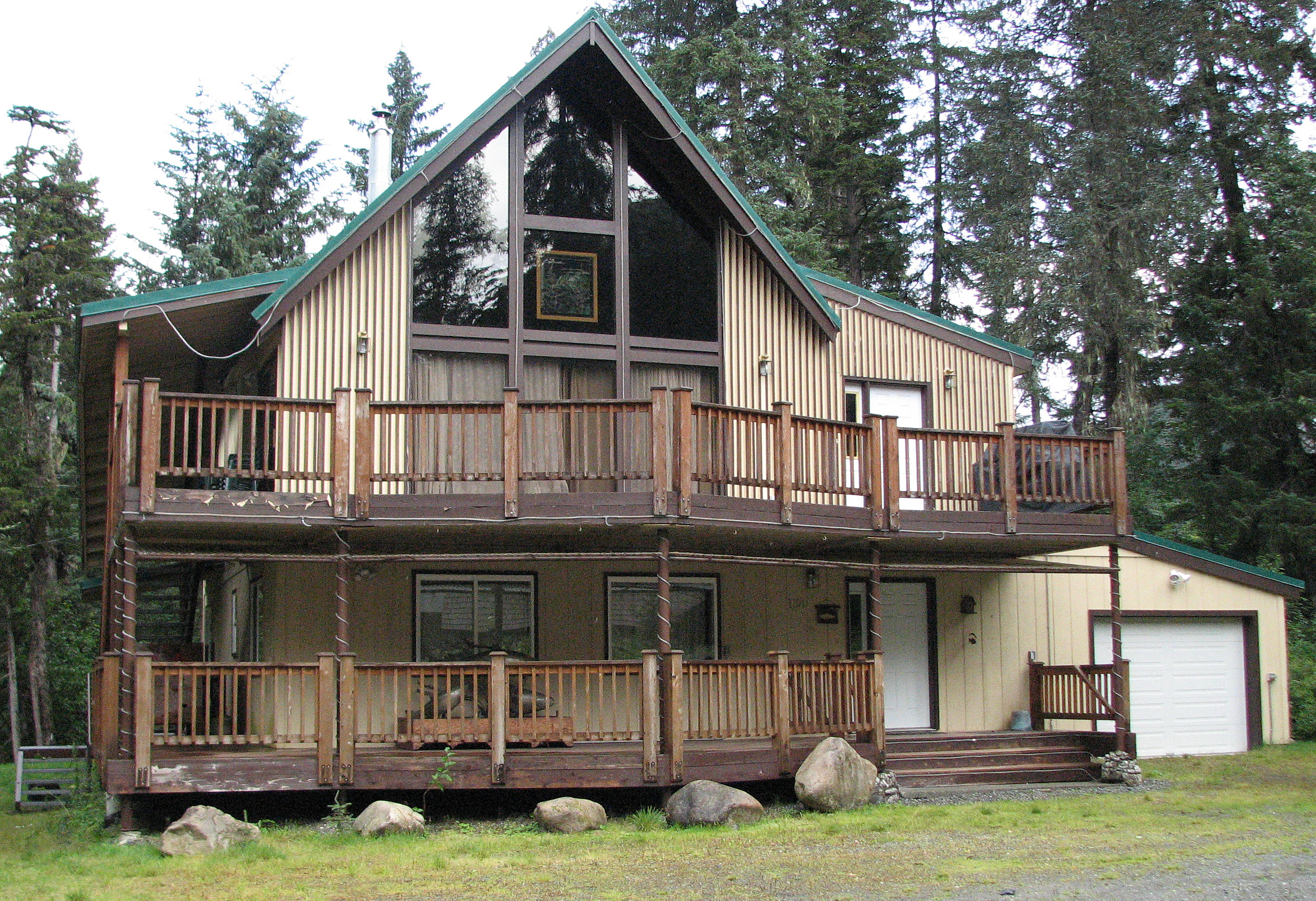
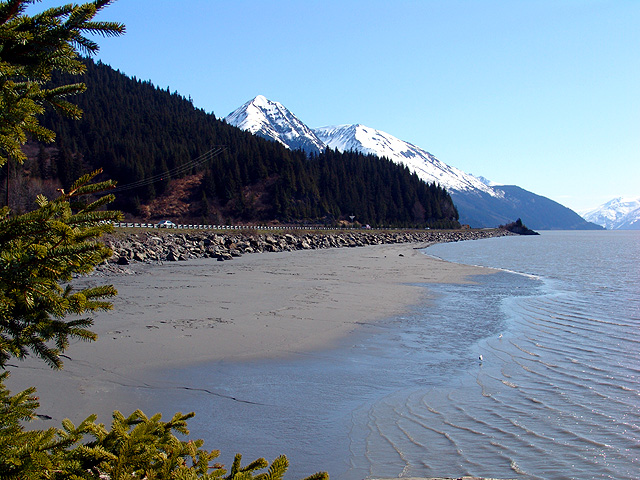